# Amalia Cardós de Méndez
Amalia Esther Cardós Fajardo (también conocida como Amalia Cardós de Méndez) (Tixkokob, Yucatán; 8 de mayo de 1925 - Mérida, Yucatán; 9 de julio de 2022) fue una antropóloga mexicana especializada en el mundo maya. Realizó investigaciones en distintos centros arqueológicos de la Península de Yucatán como Kabah, Chichén-Itzá, Uxmal. Ha trabajado en curaduría de exposiciones, editora y en la bodega de arqueología del Museo Nacional de Antropología.

## Biografía
Nació en Tixkokob, Yucatán, el 8 de mayo de 1925, siendo la mayor de los ocho hijos del matrimonio formado por Laureano Cardós Ruz y María Gilda Fajardo Sabido. Ingresó a la Escuela Nacional de Antropología e Historia en el año de 1946. Para el año de 1947 realizó un trabajo de campo en Kabah, Yucatán. En el año de 1948 tomó varios cursos en el Departamento de Antropología de la Universidad de Columbia. Finalizó la carrera de arqueología en 1949. Posteriormente le fue otorgada una beca por el Instituto Mexicano-Norteamericano de Relaciones Culturales con la cual estudió durante dos semestres en el Departamento de Antropología de Nuevo México. En 1951 el INAH solicitó su participación en los trabajos arqueológicos que se estaban realizando en Chichén-Itzá por el arqueólogo Jorge R. Acosta. Al finalizar estas excavaciones, ingresó al INAH como practicante de arqueología quedando adscrita a la Oficina de Monumentos Prehispánicos de la ciudad de Mérida en el equipo del arqueólogo Alberto Ruz. Su trabajo de tesis "El comercio de los mayas antiguos" fue presentado en 1958 obteniendo así el grado de maestra en ciencias antropológicas. En 1961 fue nombrada jefa de la bodega de arqueología del Museo Nacional de Antropología donde trabajó durante catorce años. Finalizada su labor en la bodega de arqueología se dedicó a la curaduría de la colección maya.
Ha trabajado como investigadora del INAH por más de 50 años y ha sido curadora de la sala maya del Museo Nacional de Antropología.
Falleció en Mérida, Yucatán, el 9 de julio de 2022.

### Matrimonio e hijos
Amalia Cardós contrajo matrimonio el 14 de mayo de 1955 con el actor y locutor Juan Domingo Méndez. Ambos procrearon cuatro hijos: María de la Cruz, Ana Isabel (más conocida como Anabel), Patricia y Juan Martín Méndez Cardós.

## Obra[3]

### Tesis
- El comercio de los mayas antiguos.

### Coordinadora
- La época clásica: nuevos hallazgos, nuevas ideas

### Autora
- Estudio de la colección de escultura maya del Museo Nacional de Antropología[4]
- Los Mayas: Sala Maya, Museo Nacional de Antropología

### Coautora
- Las figurillas de Jaina, Campeche, en el Museo Nacional de Antropología
- Cristales y obsidiana prehispánicos

### Curaduría
- El mundo maya[5]